# Rätans socken
Rätans socken ligger i Jämtland, ingår sedan 1971 i Bergs kommun och motsvarar från 2016 Rätans distrikt.
Socknens areal är 792,50 kvadratkilometer, varav 761,10 land. År 2000 fanns här 799 invånare. Tätorten kyrkbyn Rätan med sockenkyrkan Rätans kyrka ligger i socknen. 

## Administrativ historik
Rätans socken bildades på 1530-talet genom en utbrytning ur Bergs socken och tillhörde Norge fram till freden i Brömsebro år 1645. 1891 överfördes Turingenbyarna, Hede, Kroknäs och Lönstersjön från Rätans socken i Jämtlands län till Haverö socken i Västernorrlands län. Det överförda området tillhörde dock fortsatt landskapet Jämtland.
Vid kommunreformen 1862 överfördes ansvaret för de kyrkliga frågorna till Rätans församling och för de borgerliga frågorna till Rätans landskommun. Landskommunen uppgick 1971 i Bergs kommun. Församlingen uppgick 2010 i Rätan-Klövsjö församling.
1 januari 2016 inrättades distriktet Rätan, med samma omfattning som församlingen hade 1999/2000.
Socknen har tillhört fögderier, tingslag och domsagor enligt vad som beskrivs i artikeln Jämtland. De indelta soldaterna tillhörde Jämtlands fältjägarregemente.

## Geografi
Rätans socken ligger kring Ljungan. Socknen är utanför älvdalen en kuperad skogsbygd som i sydväst har höjder som når 900 meter över havet.
Socknen genomkorsas av Europaväg 45, länsväg 315 samt Inlandsbanan.

## Fornlämningar
Man har funnit omkring 70 fornlämningar. De flesta är fångstboplatser från stenåldern. Från järnåldern finns några gravar i strandlägen. I området finns även gott om slagg från medeltida järnhantering. I anknytning till dessa slagghögar finns det fortfarande en del blästerugnar. Vidare finns ungefär 230 fångstgropar.

## Namnet
Namnet (1479 Rætan) kommer från kyrkbyn som i sin tur fått namn efter sjön Rätansjön. Förleden rät, 'den raka' syftar då på sjöns form, efterleden är vin, 'betesmark; äng'. Från 1168, hade byn namnet Rett an, således norskt, och kommer av att de pilgrimer som färdades mot Stiklestad vid framkomsten till sjöns, "Rettens", södra ände fann att sjön pekade rakt mot Stiklestad.  Efter 1645 var bynamnet Rätt an, eller Rätta by, senare Rätan.[källa behövs]  I slutet av 1800-talet fick poststationen namnet Rätansbyn, på grund av de många sammanblandningarna med Ratan, norr om Umeå.

## Befolkningsutveckling
| Befolkningsutvecklingen i Rätans socken 1750–1990                                                        | Befolkningsutvecklingen i Rätans socken 1750–1990 | Befolkningsutvecklingen i Rätans socken 1750–1990 | Befolkningsutvecklingen i Rätans socken 1750–1990 | Befolkningsutvecklingen i Rätans socken 1750–1990 |
| --- | ------------------------------------------------- | ------------------------------------------------- | ------------------------------------------------- | ------------------------------------------------- |
| |                                                   |                                                   |                                                   |                                                   |
| År |                                                   |                                                   | Folkmängd                                         |                                                   |
| 1750 | 1750                                              |                                                   | 195                                               |                                                   |
| 1760 | 1760                                              |                                                   | 239                                               |                                                   |
| 1769 | 1769                                              |                                                   | 272                                               |                                                   |
| 1810 | 1810                                              |                                                   | 377                                               |                                                   |
| 1820 | 1820                                              |                                                   | 459                                               |                                                   |
| 1830 | 1830                                              |                                                   | 641                                               |                                                   |
| 1840 | 1840                                              |                                                   | 533                                               |                                                   |
| 1850 | 1850                                              |                                                   | 633                                               |                                                   |
| 1860 | 1860                                              |                                                   | 838                                               |                                                   |
| 1870 | 1870                                              |                                                   | 1 004                                             |                                                   |
| 1880 | 1880                                              |                                                   | 1 224                                             |                                                   |
| 1890 | 1890                                              |                                                   | 1 422                                             |                                                   |
| 1900 | 1900                                              |                                                   | 1 504                                             |                                                   |
| 1910 | 1910                                              |                                                   | 1 580                                             |                                                   |
| 1920 | 1920                                              |                                                   | 1 746                                             |                                                   |
| 1930 | 1930                                              |                                                   | 1 930                                             |                                                   |
| 1940 | 1940                                              |                                                   | 2 018                                             |                                                   |
| 1950 | 1950                                              |                                                   | 1 929                                             |                                                   |
| 1960 | 1960                                              |                                                   | 1 748                                             |                                                   |
| 1970 | 1970                                              |                                                   | 1 403                                             |                                                   |
| 1980 | 1980                                              |                                                   | 1 187                                             |                                                   |
| 1990 | 1990                                              |                                                   | 924                                               |                                                   |
| Anm: Källor: Umeå universitet - Tabellverket 1749-1859, Demografiska databasen, CEDAR, Umeå universitet. |                                                   |                                                   |                                                   |                                                   |